# Rheumaptera sideritaria
Rheumaptera sideritaria är en fjärilsart som beskrevs av Charles Oberthür 1884. Rheumaptera sideritaria ingår i släktet Rheumaptera och familjen mätare. Inga underarter finns listade.